# Raimonds Vējonis
Raimonds Vējonis, né le 15 juin 1966 dans l'oblast de Pskov, alors en Union des républiques socialistes soviétiques (URSS), est un homme d'État letton. Il est président de la république de Lettonie de 2015 à 2019.
Plusieurs fois ministre, chargé de l'Environnement puis de la Défense entre 2002 et 2015, il est élu président de la république de Lettonie le 3 juin 2015 pour un mandat de quatre ans. Il devient alors le premier président écologiste d'un pays de l'Union européenne.

## Biographie

### Jeunesse
De père letton et de mère russe, Raimonds Vējonis passe ses jeunes années dans le village de Sarkaņi, dans le district de Madona. Il obtient son diplôme de fins d’études secondaires à l'école secondaire numéro 1 de Madona.

### Études et débuts professionnels
Il étudie la biologie à l'université de Lettonie et, en 1989, son diplôme obtenu, il enseigne quelque temps dans son école à Madona,.

### Débuts en politique
En 1990, il est un des tout premiers à s’engager dans les rangs du Parti vert, dont il est co-président entre 2003 et 2015, et dans l'Union des verts et des paysans, coalition fondée en 2002 dont il est également président jusqu'en 2015. Son grand-père a été rendu aveugle par l'utilisation de produits chimiques dangereux dans une ferme collective soviétique, ce qui a renforcé son intérêt pour l’écologie. 
Il devient directeur adjoint de la direction régionale de l’Environnement de Madona, et, parallèlement, est membre du conseil municipal de Madona entre 1990 et 1993.

### Ascension professionnelle
En 1994, il poursuit sa formation à l’Institut de génie de l’environnement et de l’eau de l’université technologique de Tampere. Il obtient l'année d'après le grade de magistère à l’université de Lettonie pour un travail de recherche dédié au plan de gestion du lac du Kaņepēn. En 1996, il est nommé à la tête de la direction régionale de l’Environnement du Grand Riga nouvellement créée. 

### Ministre
Ministre de l'Environnement du 7 novembre 2002 au 25 octobre 2011, chargé de la protection de l'environnement et du développement régional jusqu'au 16 janvier 2003, il détient ce portefeuille ministériel au sein de sept gouvernements. Jusqu'à son départ, il était le doyen des ministres.
Le 22 janvier 2014, il est nommé ministre de la Défense dans le gouvernement de droite dirigé par Laimdota Straujuma, étant le premier écologiste à occuper ce poste.

### Président de la République

#### Élection
Désigné candidat à la présidence de la république de Lettonie, Raimonds Vējonis est alors présenté comme l'un des favoris pour la succession du président Andris Bērziņš, qui ne se représente pas.
Le 3 juin 2015, jour du scrutin, il est en tête des quatre premiers tours mais il ne peut s'imposer du fait d'un trop grand nombre de suffrages défavorables. Au cinquième tour, restant le seul prétendant en lice, Raimonds Vējonis est élu président de la République par la Saeima ; il obtient en effet 55 voix contre 42, la majorité étant de 51 voix.
Premier chef d'État issu d'un parti écologiste en Europe, il est également le premier ministre en fonction élu à la tête de la Lettonie depuis la restauration de son indépendance en 1991.

## Décorations

### Nationales
- Grand-croix de l'ordre des Trois étoiles (grand maître en tant que Président de la République)
- Grand-croix de l'ordre de Viesturs (grand maître en tant que Président de la République)
- Grand maître de la Croix de la Reconnaissance en tant que Président de la République

### Étrangères
- Grand-croix avec collier de l'ordre de la Croix de Terra Mariana (Estonie, 2 avril 2019)
- Grand-croix classe spéciale de l'ordre du Mérite de la République fédérale d'Allemagne (22 février 2019)
- Grand-croix avec collier de l'ordre du Faucon (Islande, 16 novembre 2018)
- Chevalier grand-croix au grand cordon de l'ordre du Mérite de la République italienne‎ (26 juin 2018)
- Grand-croix de l'ordre du Lion néerlandais (Pays-Bas, 11 juin 2018)
- Première classe de l'ordre du Prince Iaroslav le Sage (Ukraine, 22 novembre 2018)